# Stadtarchiv Frankenthal (Pfalz)
Das Stadtarchiv Frankenthal ist das Archiv der kreisfreien Stadt Frankenthal (Pfalz). Rechtsgrundlagen sind das Landesarchivgesetz Rheinland-Pfalz vom 5. Oktober 1990 und die Archivsatzung vom 2. Februar 2011. Organisatorisch es als eigenes Sachgebiet der Abteilung Allgemeine Verwaltung im Bereich 10: Zentrale Dienste zugeordnet.

## Geschichte
Bereits die ältesten Ratsprotokolle aus der Mitte des 16. Jahrhunderts führen ein Gewölbe an, in den neben den städtischen Siegeln auch Urkunden und weitere wichtige Unterlagen verwahrt wurden. Eine Neueinrichtung des Archivs und seiner Bestände erfolgte 1961. Seit 1988 wurde es von dem Historiker Gerhard Nestler geleitet, der zahlreiche Veröffentlichungen zur Stadt- und pfälzischen Regionalgeschichte erarbeiten konnte. 2020 folgte ihm die wissenschaftliche Archivarin Dörte Kaufmann als neue Stadtarchivarin nach.

## Bestände
Das Stadtarchiv verwahrt heute deutlich mehr als 1000 laufende Regalmeter Archiv- und Sammlungsgut, das bis 1562 zurückreicht. Neben 540 vormodernen Urkunden und Akten (1562–1815) und rund 1700 Ausfauteiakten zum Nachlasswesen (1603–1804) betrifft die Masse der vorhandenen Überlieferung das 19. und 20. Jahrhundert, darunter die Akten der Stadtverwaltung (Best. II: 1815–1945, Best. III: 1945–1960 und Best. IV: seit 1960) und die Protokolle des Stadtrats und seiner Ausschüsse (Best. V: seit 1815). Die Archive der ehemals selbstständigen Gemeinden Mörsch, Studernheim und Eppstein sind im Bestand der Gemeindearchive überliefert und reichen bis 1724 zurück. Ergänzung finden diese Unterlagen durch umfangreiche Sammlungsbestände wie der Stadtgeschichtlichen Dokumentation (Best. VII: im Schwerpunkt seit 19. Jahrhundert), Fremdbeständen (Best. VIII: seit 1752), Druckschriftensammlung (Bestand X: seit 1829), Zeitungssammlung (Best. XII: seit 1816) und einer familien- und personenkundlichen Sammlung (Best. XVI: seit 1562, inkl. historischen Kirchenbüchern). Audio-visuelle Unterlagen sind in der Fotosammlung (Best. XI: seit ca. 1870), der Audio- und Videosammlung (Best. XIV) sowie in der Plakate- und Plänesammlung (Best. XV: seit dem 19. Jahrhundert) überliefert.
Darüber hinaus verwahrt das Stadtarchiv fast zwei Dutzend Nachlässe (inkl. Nachlasssplitter) und Vorlässe, darunter von Karl Huther, Eugen Kling, Karl Riedel, Helmut Hüther, Gertrud Wetzel, Richard Ganss, Dieter Schiffmann, Jakob Kapper, Walther Albrecht, Fritz Schweickert, Josef Weil und Heinrich Selzer.